# 藤沢市立浜見小学校
藤沢市立浜見小学校（ふじさわしりつ はまみしょうがっこう）は、神奈川県藤沢市辻堂西海岸にある公立小学校。養護学校、中学校、高校、大学の集中した文京地区にある。

## 沿革
出典
- 1970年（昭和45年）4月1日 - 旧辻堂海岸演習場跡に、公団住宅・国家公務員宿舎・日産住宅・一般住宅等が建てられ、藤沢市立高砂小学校の児童数が増加したため、学区の一部を分割し、分離独立・開校
- 1971年（昭和46年）
  - 6月3日 - 校歌制定（作詞・作曲 三沢祐一）
  - 6月5日 - 第１回開校記念日
- 1972年（昭和47年）
  - 2月17日 - 増築校舎完成・普通教室9，特別教室3
  - 3月25日 - 学区変更により７・８街区児童受け入れ
- 1973年（昭和48年）
  - 9月10日 - プール完成
  - 9月25日 - 屋内運動場完成
- 1988年（昭和63年）
  - 3月9日 - 特別教室・増築
  - 4月26日 - 視聴覚室ビデオプロジェクター設置
- 1990年（平成2年）6月4日 - 創立20周年記念植樹、さつきと山桜
- 1992年（平成4年）4月9日 - 新設調理場開所式、給食開始
- 1995年（平成7年）11月6日 - 放送室・スタジオ完成
- 1999年（平成11年）9月22日 - パソコンルーム設置完了、教師用デスクトップパソコン1台、児童用ノートパソコン10台
- 2003年（平成15年）8月2日 - 児童用ノートパソコン20台、及びネットワーク設備設置
- 2007年（平成19年）10月5日 - 学校耐震補強工事
- 2009年（平成21年）4月3日 - はまみ学級開級式

## 教育目標
人間性豊かで、自主性のある児童の育成
- めざす子ども像
  - よく考える子
  - 思いやりのある子
  - 礼儀正しい子

## 学区
- 辻堂西海岸1～2丁目（一部除く）・3丁目[4]

## 進学先
公立中学校の場合。
- 藤沢市立高浜中学校

## アクセス
- JR東日本・東海道本線辻堂駅より徒歩20分

## 周辺
- 藤沢市立白浜養護学校
- 藤沢市立高浜中学校
- 県公社辻堂海岸団地
- 湘南工科大学
- 藤沢市立高砂小学校
- 藤沢市立辻堂小学校
- のぞみ幼稚園